# Jyri Häkämies
Jyri Jukka Häkämies (ur. 30 sierpnia 1961 w Karhuli) – fiński polityk, deputowany, od 2007 do 2011 minister obrony, następnie do 2012 minister spraw gospodarczych.

## Życiorys
Syn polityka Erkkiego Häkämiesa i brat polityka Kariego Häkämiesa. Ukończył studia z zakresu nauk społecznych, magisterium uzyskał w 1986 na Uniwersytecie Helsińskim. Pod koniec lat 80. pracował w administracji frakcji poselskiej Partii Koalicji Narodowej. Był też menedżerem ds. sprzedaży i w latach 1994–2003 dyrektorem jednej z izb handlowych.
W 1999 po raz pierwszy dostał się do parlamentu z ramienia Koalicji Narodowej. W wyborach parlamentarnych w 2003, 2007 i 2011 uzyskiwał reelekcję. Od marca 2003 do lutego 2006 był wiceprzewodniczącym klubu deputowanych, następnie do kwietnia 2007 stał na czele frakcji Kok. w Eduskuncie.
19 kwietnia 2007 objął urząd ministra obrony w drugim rządzie Mattiego Vanhanena. Utrzymał zajmowane stanowisko również w powołanym 22 czerwca 2010 rządzie Mari Kiviniemi. W obu tych gabinetach (od maja 2007) był także ministrem w kancelarii premiera. 22 czerwca 2011 w rządzie Jyrkiego Katainena został ministrem spraw gospodarczych.
W 2012 został wybrany na nowego dyrektora generalnego Konfederacji Fińskiego Przemysłu, największej organizacji gospodarczej w kraju. W związku z tym zrezygnował ze stanowiska rządowego i mandatu poselskiego.